# 多斯帕特市鎮
41°38′37″N 24°9′35″E / 41.64361°N 24.15972°E
多斯帕特市，是保加利亞的城鎮，位於該國南部，由斯莫梁州負責管轄，首府設於多斯帕特，面積282.7平方公里，2005年人口10,536，人口密度每平方公里37.3人。